# Comté de Kirinyaga
Le comté de Kirinyaga est un comté de l'ancienne province centrale du Kenya. Sa capitale est Kutus et sa plus grande ville est Wanguru. En 2019, le comté comptait une population de 610 411 habitants  et une superficie de 1 205,4 km2. Le comté est bordé à l'est et au sud par le comté d'Embu, au sud par une petite partie du comté de Machakos, au sud-ouest par le comté de Muranga et au nord-ouest par le comté de Nyeri.

## Géographie
Le comté de Kirinyaga se situe entre 1 158 et 5 199 m d'altitude. Son point culminant est le sommet du mont Kenya.

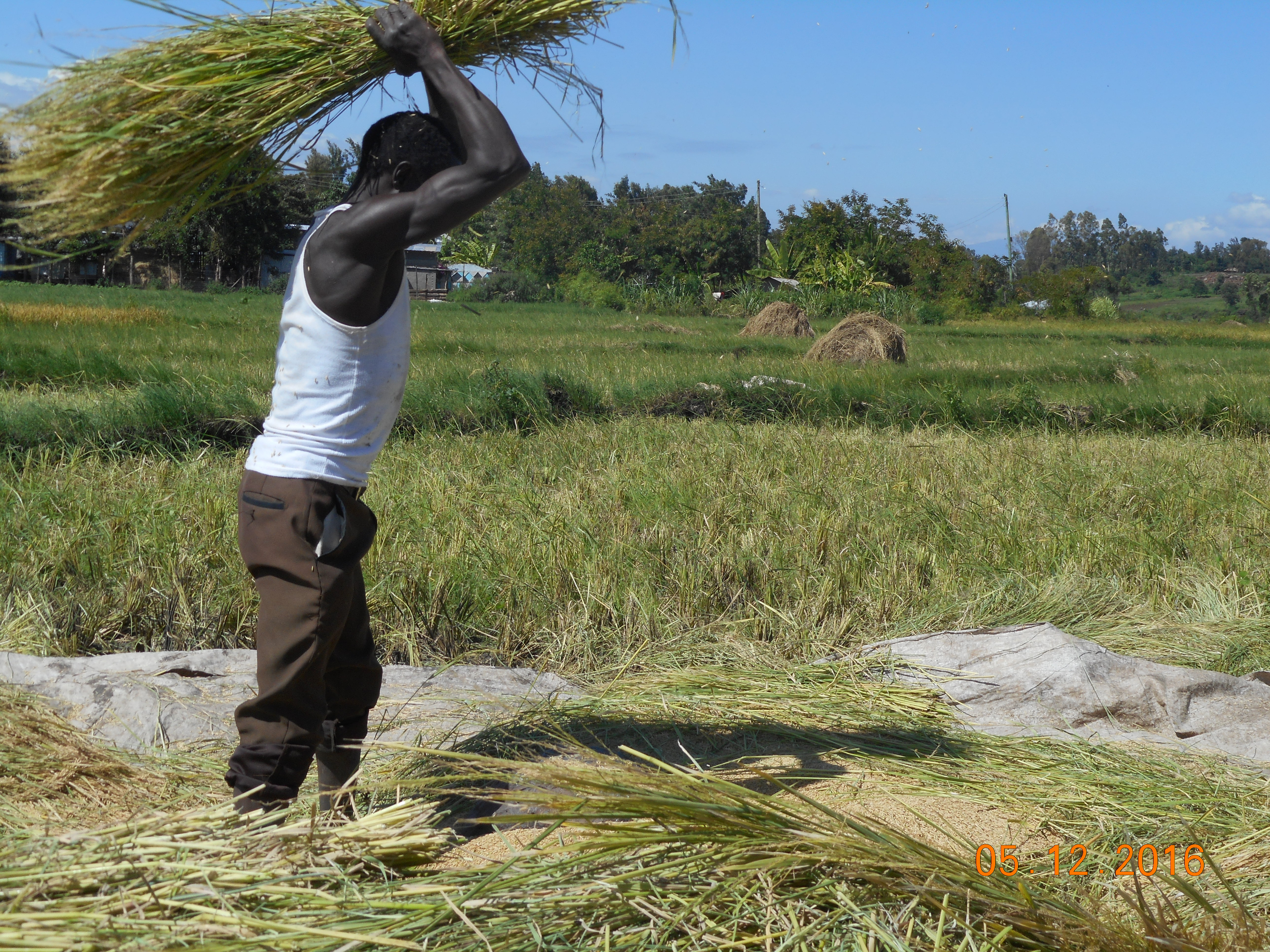
Battage du riz à Mwea.

## Climat
Kirinyaga est situé au pied du mont Kenya et est donc l'une des régions les plus humides du pays. Les températures annuelles varient entre 12 °C et 26 °C, avec une moyenne de 20 °C et des précipitations annuelles d'environ 1 250 mm. Il y a deux saisons des pluies, une plus longue de mars à mai et une plus courte d'octobre à décembre.

## Économie

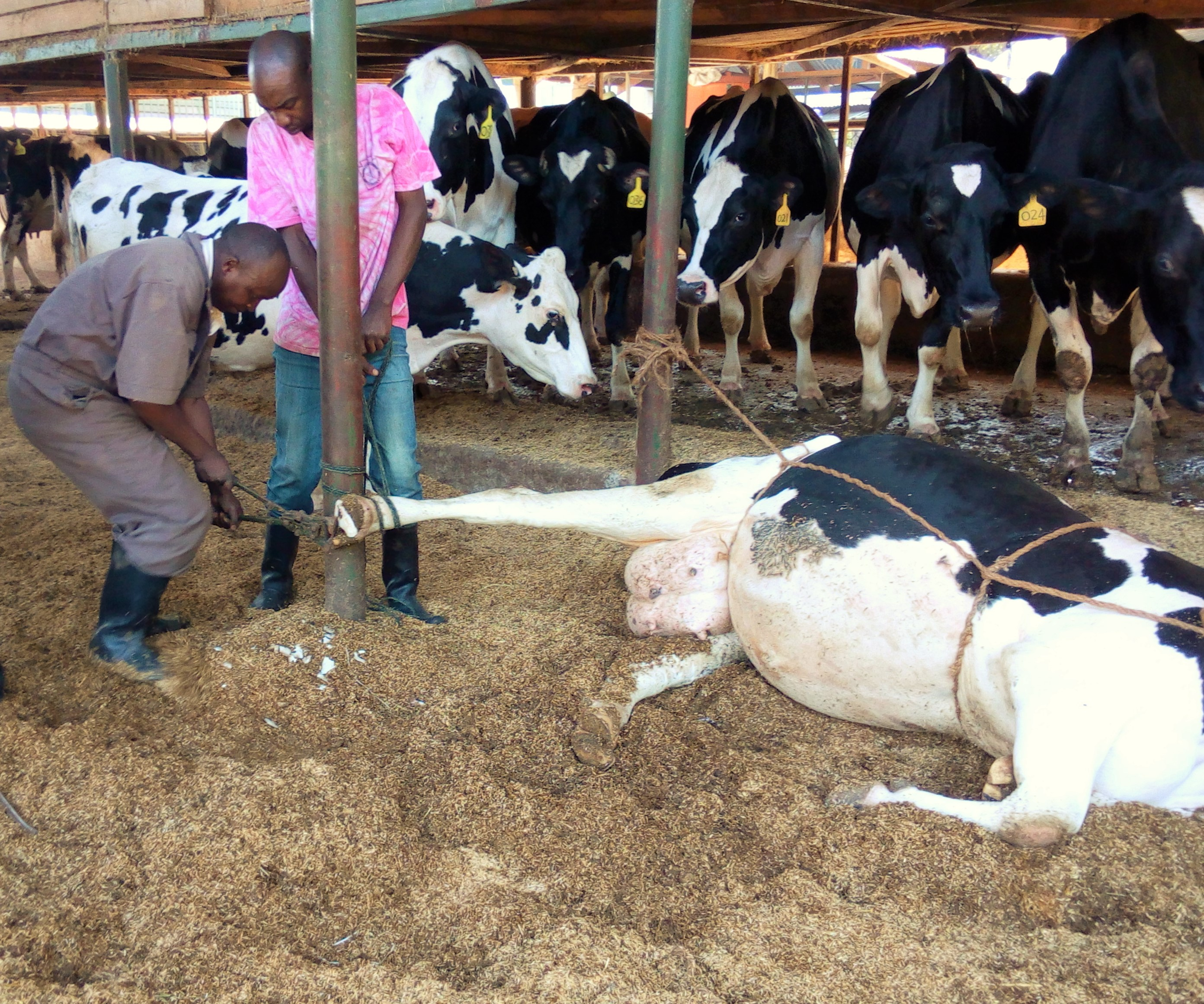
L'élevage dans le comté de Kirinyaga.

### Agriculture
L'agriculture est la principale activité économique du comté de Kirinyaga connu pour sa production de riz dans le cadre du programme d'irrigation de Mwea et assure 50 % de la production nationale de riz. Le café et le thé sont également cultivés dans les régions plus fraîches des circonscriptions de Ndia, Gichugu et Kirinyaga Central.
En raison de la rareté des terres et de la forte population, la plupart de l'agriculture se fait à petite échelle. Les cultures comprennent le maïs, les haricots, les tomates, les haricots verts et d'autres cultures horticoles.
La pêche est pratiquée le long de la rivière Sagana.

### Industrie
Le secteur de l'industrie connaît également un essor . Les gouvernements entreprennent des développements infrastructurels  avec la croissance de marchés comme celui de  Kagio qui dessert les commerçants des comtés de Murang'a et Kirinyaga.
En 2013, Kirinyaga a été classé deuxième comté le plus riche du Kenya
En 2017, le PIB par habitant du comté était de 162 666 shillings kenyans (environ 3 248 dollars internationaux), plaçant le comté au 14e rang parmi les 47 comtés du pays.

## Histoire
Le comté de Kirinyaga a été créé en 1963 dans la partie ouest du comté d'Embu. La ville de Kerugoya était le siège du comté et l'endroit où était basé le commissaire. En 2007, le comté de Kirinyaga a été divisé en quatre nouveaux comtés : 
- Kirinyaga Central avec son centre administratif à Kerugoya
- Kirinyaga East avec son centre administratif à Kianyaga
- Kirinyaga South avec son centre administratif à Wanguru
- Kirinyaga West avec son centre administratif à Baricho.

## Administration
Depuis avril 2013, le gouvernement du comté de Kirinyaga administre la totalité du comté, ce qui n'était pas le cas auparavant quand une partie  était administrée par les conseils municipaux de Kerugoya / Kutus et de Sagana-Kagio.
En avril 2020, Africa Confidential fait état que les alliés du vice-président William Ruto ont comploté contre la gouverneure de Kiriyaga, Anne Waiguru, dans le cadre d'un conflit au sein du Parti du Jubilé entre Ruto et le président Uluru Kenyatta.

## Subdivisions
Le comté de Kirinyaga est divisé comme suit: 
| Autorités locales (conseils) |              |             |                |  |
|                              |              |             |                |  |
| Autorité                     | Type         | Population* | Pop urbaine. * |  |
| Kerugoya / Kutus             | Municipalité | 39 441      | 14 056         |  |
| Sagana / Kagio               | Ville        | 22 475      | 3,031          |  |
| Kirinyaga                    | Comté        | 395 189     | 13 103         |  |
| Total                        | -            | 457 105     | 30,190         |  |
| * 1999 census. Source:       |              |             |                |  |

| Divisions administratives |             |                     |              |
|                           |             |                     |              |
| Division                  | Population* | Population urbaine* | Siège social |
| Central                   | 74,068      | 12,585              | Kerugoya     |
| Gichugu                   | 121,738     | 1,988               | Kianyaga     |
| Mwea                      | 125,962     | 7,625               | Wanguru      |
| Ndia                      | 135,337     | 2,960               | Baricho      |
| Total                     | 457,105     | 25,158              | -            |
| * 1999 census. Sources:   |             |                     |              |

Le comté compte quatre circonscriptions : 
- Circonscription de Mwea
- Circonscription de Gichugu
- Circonscription de Ndia
- Circonscription centrale de Kirinyaga

## Population
La plupart des habitants appartiennent au groupe ethnique Kikuyu et sont des chrétiens de confession catholique romaine ou protestante. Dans les grandes villes de Kerugoya et de Wanguru, il y a quelques musulmans. 70 % de la population est constituée de petits agriculteurs.
En 2014, le taux de fécondité était de 2,3 enfants par femme. Le taux d'alphabétisation était de 91,5% pour les femmes et de 93,7% pour les hommes âgés de 15 à 49 ans.

## Région du centre du Kenya

### Urbanisation
| Comté de Kiambu                                | 60,8 |
| Comté de Nyeri                                 | 24,5 |
| Comté de Nyandarua                             | 18,5 |
| Comté de Muranga                               | 16,3 |
| Comté de Kirinyaga                             | 15,8 |
| Kenya Moyenne                                  | 32,3 |
| Urbanisation par comté dans le centre du Kenya |      |

 Source:

### Niveau de richesse / pauvreté
| Comté de Kirinyaga           | 25,2 |
| Comté de Muranga             | 28,5 |
| Comté de Kiambu              | 28,9 |
| Comté de Nyeri               | 32,7 |
| Comté de Nyandarua           | 46,6 |
| Kenya Moyenne                | 45,9 |
| Niveau de pauvreté par comté |      |

 Source:

## Villages et agglomérations
- Difatha
- Kibingoti
- Kibirigwi
- Thumaita
- Mbiri
- Kiamutugu
- Muthigi-ini
- Kairini
- Mukangu
- Kianjege East et Kianjege West
- Gathoge
- Mururi
- Kianjiru
- Kimbimbi
- Partie de Makutano
- Kathangarari